# Fjallavatn
Fjallavatn is een meer op de Faeröer. Het meer is gesitueerd op het eiland Vágar op een hoogte van 80 meter boven de zeespiegel, tussen de plaatsen Slættanes en Bøur. Het is na het Sørvágsvatn het grootste meer van de Faeröer. De naam van het meer betekent letterlijk 'meer van de bergen', refererend aan het bergachtige verlaten landschap dat alleen per voet bereikbaar is.
De uitstroom naar de oceaan verloopt via een beekje voorzien van een hoge waterval, de Reipsáfoss.